# 사랑의 스잔나
《사랑의 스잔나》(중국어: 秋霞, 영어: Chelsia My Love)는 한국, 홍콩에서 제작된 김정용 감독의 1976년 멜로/로맨스, 드라마 영화이다. 진추하 등이 주연으로 출연하였고 추문회 등이 제작에 참여하였다.
이 영화는 1979년 6월 6일 개봉하였다.

## 출연

### 주연
- 진추하 (홍콩)[주 1]
- 이승용 (한국)
- 서희 (한국)
- 남미리 (한국)
- 주청 (한국)
- 관산 (홍콩)[주 2]
- 동림 (홍콩)[주 3]
- 종진도 (홍콩) <아.B 명의>[주 4]
- 김승남 (한국)
- 정리리 (홍콩)[주 5]

## 스태프
- 제작: 박인재 (한국), 추문회 (홍콩)[주 6]
- 특별기획: 최상균 (한국), 하관창 (홍콩)[주 7]
- 각본: 이문웅
- 촬영: 진청거 (홍콩)[주 8]
- 조명: 김강일 (한국), 정혜연 (홍콩)[주 9] (언급되지 않음)
- 편집: 김희수 (한국), 장요종 (홍콩)[주 10] (언급되지 않음)
- 녹음: 한양녹음실 (한국), 주소룡 (홍콩)[주 11] (언급되지 않음)
- 음악: 정민섭 (한국판), 고가휘 (홍콩판)[주 12]
- 효과: 손효신
- 조감독: 임정수
- 제작부장: 조길중
- 감독: 김정용 (한국), 송존수 (홍콩)[주 13]

### 주해
1. ↑  陳秋霞
2. ↑  關山
3. ↑  佟林
4. ↑  鍾鎮濤 (阿B)
5. ↑  鄭莉莉
6. ↑  鄒文懷
7. ↑  何冠昌
8. ↑  陳清渠
9. ↑  鄭惠然
10. ↑  張耀宗
11. ↑  周少龍
12. ↑  顧嘉輝
13. ↑  宋存壽